# Rajania pilifera
Rajania pilifera là một loài thực vật có hoa trong họ Dioscoreaceae. Loài này được Urb. miêu tả khoa học đầu tiên năm 1922.